# Sabrina Janesch

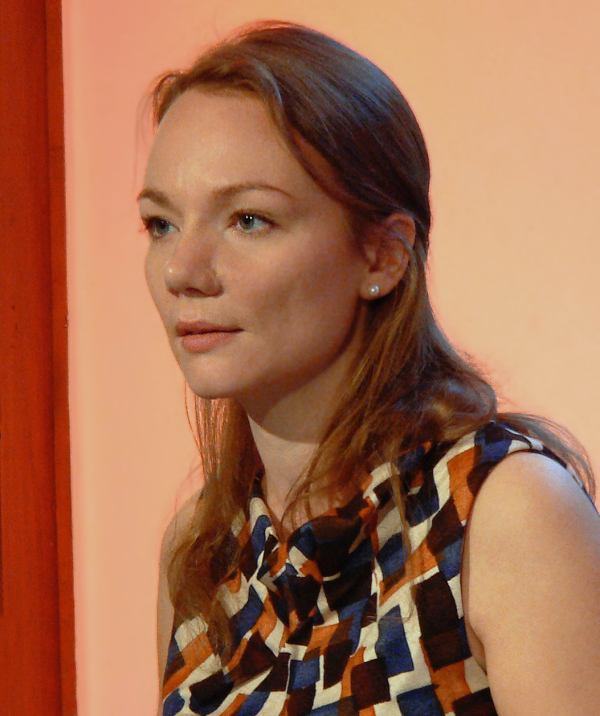
Sabrina Janesch (2011)

Sabrina Janesch (* 1985 in Gifhorn) ist eine deutsch-polnische Schriftstellerin.

## Leben
Janeschs Großvater und Vater wurden von der Sowjetunion nach dem Ende des Zweiten Weltkrieges nach Kasachstan verschleppt, Janeschs Mutter ist Polin. Sabrina Janesch bestand 2004 ihr Abitur am Otto-Hahn-Gymnasium in Gifhorn. Sie studierte Kreatives Schreiben und Kulturjournalismus an der Universität Hildesheim und zwei Semester Polonistik an der Jagiellonen-Universität in Krakau. Seit ihrem Diplom im Sommer 2009 arbeitet sie als Schriftstellerin und Publizistin.
Die deutsch-polnische Abstammung der Autorin beeinflusste ihren literarischen Werdegang. Nachdem sie durch den ersten Preis beim O-Ton-Literaturwettbewerb des NDR 2005 auf sich aufmerksam gemacht hatte, wurde Janesch 2009 durch ein Stipendium des Deutschen Kulturforums östliches Europa erste Stadtschreiberin in Danzig. Außerdem erhielt sie 2010 ein Arbeitsstipendium vom Niedersächsischen Ministerium für Wissenschaft und Kultur und war Stipendiatin des Stuttgarter Schriftstellerhauses und des Literarischen Colloquiums Berlin. 2010 nahm sie am Wettbewerb um den Ingeborg-Bachmann-Preis teil und erhielt den Mara-Cassens-Preis für das beste deutschsprachige Romandebüt. 2011 erhielt sie den Nicolas-Born-Förderpreis der Niedersächsischen Landesregierung und den Anna Seghers-Preis sowie 2012 den Förderpreis des Landes Nordrhein-Westfalen für junge Künstlerinnen und Künstler. 2014 erhielt sie das Jahresstipendium des Landes Niedersachsen und 2015 den Kulturpreis Schlesien des Landes Niedersachsen, 2017 den Annette-von-Droste-Hülshoff-Preis.
Janesch lebt mit ihrer Familie in Münster. Sie hat zwei Töchter.

## Werk

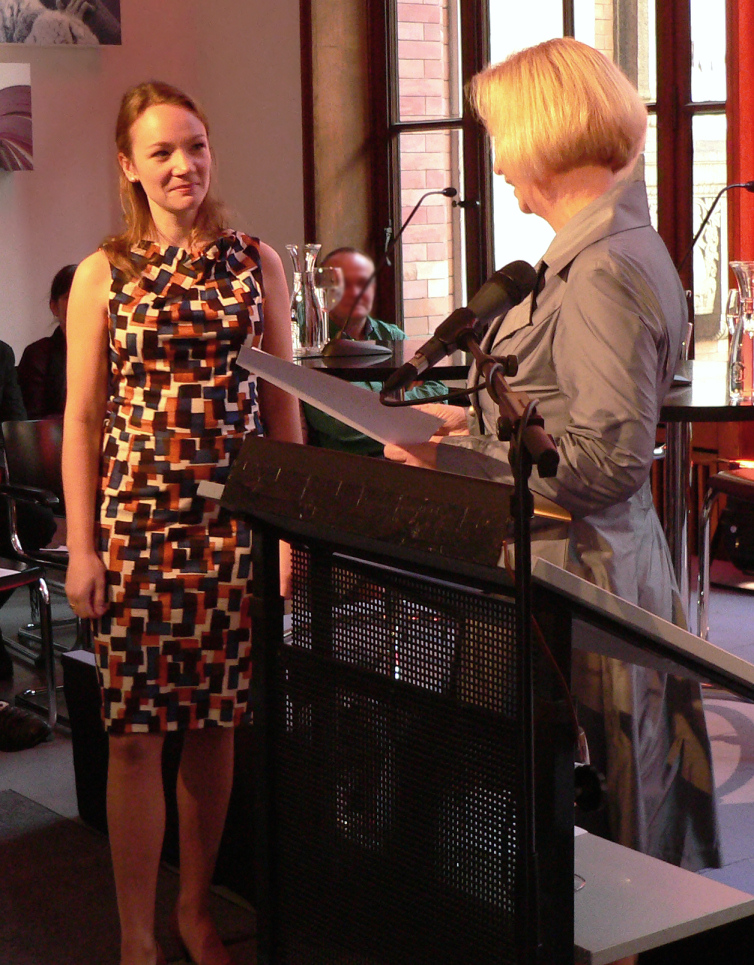
Auszeichnung mit dem Nicolas-Born-Förderpreis durch die damalige niedersächsische Ministerin für Wissenschaft und Kultur Johanna Wanka, 2011

Janeschs Debütroman Katzenberge handelt von einer jungen Frau, die aus Anlass der Beerdigung ihres Großvaters nach Niederschlesien fährt und anschließend nach Osten und bis in die Ukraine reist, um die galizisch-polnischen Ursprünge ihrer Familie zu ergründen, wobei sie sich intensiv an die vielen Erzählungen des Großvaters in ihrer Kindheit erinnert. 
Mit dem Roman widmet sich Sabrina Janesch in zweifacher Hinsicht dem Thema Flucht und Vertreibung als Kriegsfolge: der Vertreibung der Deutschen nach dem Zweiten Weltkrieg und der Umsiedlung bzw. Vertreibung der Polen Ostgaliziens in die ehemals deutschen Gebiete im Westen Polens. In schlichten Sätzen erzählt sie vom Leben des Großvaters der Protagonistin, eines Bauern aus dem östlichen Galizien, der am Ende des Zweiten Weltkriegs einem Pogrom ukrainischer Dorfbewohner auf die polnischen Nachbarn im Dorf entkommt und nach Westen über den Bug flüchtet. Nach der Übergabe der ehemals polnischen Gebiete Ostgaliziens an die Ukraine wird er mit anderen polnischsprachigen Galiziern nach Niederschlesien umgesiedelt, um dort die Höfe getöteter oder vertriebener deutscher Bewohner zu übernehmen. In dem niederschlesischen Dorf gibt es ein Gerücht über den verstorbenen Großvater, um eine angebliche Schuld. Auf ihrer Reise zu seinen Ursprüngen hört die Protagonistin in dem ersten polnischen Dorf, in dem er auf seiner Flucht nach Westen ein Jahr blieb, von dem Gerücht, dass er dort im Wald seinen Bruder getötet hätte. Sie reist weiter in die Ukraine, in das galizische Heimatdorf der Großeltern und erfährt dort die Wahrheit. Janeschs Erzählhaltung wurde auch als moderner, magischer Realismus beschrieben, denn teuflisch-mystische Wesen sind bei den vertriebenen Galiziern eine häufige Erscheinung, die es zu bannen gilt.
Hanns-Josef Ortheil nannte das Buch einen „wunderbar erzählten Debütroman, der federleicht zwischen Gegenwart und Vergangenheit hin- und herpendelt“, Günter Grass schrieb über Janeschs Debüt: „Diesem Buch sind viele Leser zu wünschen.“

## Werke (Auswahl)
- Die äußerste Grenze, in: BELLA triste, Nummer 23, Hildesheim 2008, ISSN 1618-1727
- Katzenberge, Aufbau-Verlag, Berlin 2010, ISBN 978-3-351-03319-4
- Ambra, Aufbau-Verlag, Berlin 2012, ISBN 978-3-351-03500-6
- Tango für einen Hund, Aufbau-Verlag, Berlin 2014, ISBN 978-3-351-03308-8
- Die goldene Stadt, Rowohlt Berlin, Berlin 2017, ISBN 978-3-87134-838-9
- Sibir, Rowohlt Berlin, Berlin 2023, ISBN 978-3-7371-0149-3